# Myriam Fox-Jerusalmi
Myriam Fox-Jerusalmi (ur. 24 października 1961) – francuska kajakarka górska. Brązowa medalistka olimpijska z Atlanty.
Zawody w 1996 były jej drugimi igrzyskami olimpijskimi, debiutowała w 1992 (dyscyplina w tym roku wróciła do programu igrzysk po 20 latach przerwy). Medal zdobyła w kajakowej jedynce. Na mistrzostwach świata zdobyła osiem złotych medali - w tym dwa (1989 i 1993) w rywalizacji indywidualnej - oraz dwa srebrne.
Jej mąż Richard także był kajakarzem górskim i olimpijczykiem, córka Jessica medalistką olimpijską w barwach Australii.